# Powerlight
Powerlight är det tolfte studioalbumet från det amerikanska bandet Earth, Wind & Fire som släpptes i februari 1983 av Columbia Records. Albumet steg till nr 4 på USA Billboard Top R&B Albums-diagrammet, nr 12 på USA Billboard 200-diagrammet och nr 17 på Svenska Sverigetopplistan-diagrammet. Powerlight certifierades också Guld i USA av RIAA.

## Kritisk mottagning
Musikkritikern Robert Christgau ansåg att albumet tillhörde deras bästa och skrev att det var "det bästa argumentet för universalism de gjort". Även i en retrospektiv recension av albumet på Allmusic för det ett bra betyg, fyra av fem stjärnor.

## Låtlista
1. "Fall In Love With Me" - 5:54
2. "Spread Your Love" - 3:51
3. "Side by Side" - 5:57
4. "Straight from the Heart" - 4:42
5. "The Speed of Love" - 3:36
6. "Freedom of Choice" - 4:10
7. "Something Special" - 4:23
8. "Hearts to Heart" - 3:45
9. "Miracles" - 4:58

## Listplaceringar
- Billboard 200, USA: #12[8]
- UK Albums Chart, Storbritannien: #22[11]
- Nederländerna: #6[12]
- VG-lista, Norge: #7[13]
- Sverigetopplistan, Sverige: #2[9]